# Clément Médina
Pour les articles homonymes, voir Médina.
Pas d'image ? Cliquez ici

a Compétitions nationales et continentales officielles uniquement.

b Matchs officiels uniquement.
Dernière mise à jour le 14 septembre 2018.
Clément Médina, né le 19 janvier 1988 à Béziers (Hérault), est un joueur de rugby à XV et de rugby à sept français qui évolue au poste d'ailier ou de centre.

## Carrière

### En équipe nationale
- 2009 : participation au Tournoi FIRA de Split avec l'équipe de France de rugby à sept[2]
- 2008 : équipe de France à XV moins de 20 ans (deux matchs contre l'Afrique du Sud et les Léopards)